# Pholidoptera
Genre
Pholidoptera est un genre de sauterelles de la famille des Tettigoniidae.

## Distribution
Les espèces de ce genre se rencontrent en Europe et au Proche-Orient. 

## Liste des espèces
Selon Orthoptera Species File (29 mars 2010) :
- Pholidoptera aptera (Fabricius, 1793) - Decticelle aptère
- Pholidoptera augustae Tarbinsky, 1940
- Pholidoptera brevipes Ramme, 1939
- Pholidoptera buresi Maran, 1957
- Pholidoptera dalmatica (Krauss, 1879)
- Pholidoptera dalmatina Maran, 1953
- Pholidoptera ebneri Ramme, 1931
- Pholidoptera fallax (Fischer, 1853) - Decticelle trompeuse
- Pholidoptera femorata (Fieber, 1853)
- Pholidoptera frivaldskyi (Herman, 1871)
- Pholidoptera ganevi Harz, 1986
- Pholidoptera griseoaptera (De Geer, 1773) - Decticelle cendrée ou pholidoptère grise
- Pholidoptera guichardi Karabag, 1961
- Pholidoptera kalandadzei Kartsivadze, 1949
- Pholidoptera littoralis (Fieber, 1853)
- Pholidoptera lucasi Willemse, 1976
- Pholidoptera macedonica Ramme, 1928
- Pholidoptera pontica (Retowski, 1888)
- Pholidoptera pustulipes (Fischer von Waldheim, 1846)
- Pholidoptera satunini (Uvarov, 1916)
- Pholidoptera stankoi Karaman, 1960
- Pholidoptera tartara (Saussure, 1874)
- Pholidoptera transsylvanica (Fischer, 1853)

## Référence
- Wesmaël, 1838 : Enumeratio methodica Orthopterorum Belgii. Bulletin de l'Académie Royale des Sciences, des Lettres et des Beaux-Arts de Belgique, Bruxelles, vol. 5, p. 587–597.